# 2019年巴西帕拉州监狱暴动
2019年巴西阿尔塔米拉监狱暴动（葡萄牙語：Massacre em Altamira em 2019）发生于7月29日。当天，帕拉州阿尔塔米拉的一座监狱的囚犯发动暴动，导致57人死亡，其中16人被斩首，41人因浓烟窒息死亡。本次暴动是因为监狱中两个犯罪集团的冲突而开始，最后在多个执法部门的联合镇压下才平息下来。

## 背景
曾有多个人权组织批评巴西的监狱状况，认为巴西的监狱正促成犯罪集团的扩张，而拥挤的环境也增加了囚犯们内斗的几率；相反，负责维持秩序的狱警则一直严重缺少。在一些拥挤的监狱中，囚犯甚至需要站着睡觉。
本次事发监狱由州政府管理，规定的关押人数为200人，而事发时被关押的囚犯竟超过了300人。事发时，另一座牢房正在翻新，所以所有的囚犯都集中在了旧牢房中。
事发之前，执法机关未得到任何关于监狱里暴力事件的预警。

## 经过
暴乱发生于阿尔塔米拉地区矫正中心；当天早上7时，据帕拉州监狱管理部门称，“A级命令”帮派（葡萄牙語：Comando Classe A）的一名成员在“红色命令”帮派的“地盘”上纵火；随后，被“入侵”的帮派迅速集结了一批人报复，并劫持了两名狱警。在经过协商后，两位狱警被释放，但是冲突仍然在继续。据现场一些囚犯拍摄的、非常不堪入目的视频显示，监狱在暴乱中起火，尸体横七竖八躺在地上，有些囚犯还踢、扔被砍下的头颅。火势迅速蔓延，甚至还舔舐到了天花板，而囚犯们则被迫跑到旁边的开阔地带上。
由于大火蔓延得非常快，警方一直无法进入监狱。数个小时后，由包括宪兵在内的联合执法部队控制了监狱，并开始从“非常热的监狱”里搬走尸体。

## 处理
调查人员在监狱中未找到任何火器，只有临时打造的刀子。随后，参与暴乱的46名囚犯被转移至其他的监狱里。与此同时，据帕拉州州长赫德尔·巴尔巴霍说，州政府正在识别暴乱两方的领头人，以便将他们转入管理更为严格的联邦监狱；目前一共有10人被转移。

## 影响
对于现任巴西总统雅伊尔·博索纳罗来说，这次有可能危及他的政治生涯，也可能为他提供机会，达成他打击监狱暴力和有组织犯罪的目标。一位圣保罗大学暴力研究中心的研究人员表示，这种严重的监狱暴力不仅会持续，而且情况将更加糟糕。